# Ferdinand von Tiesenhausen
Pour les autres membres de la famille, voir Tiesenhausen.

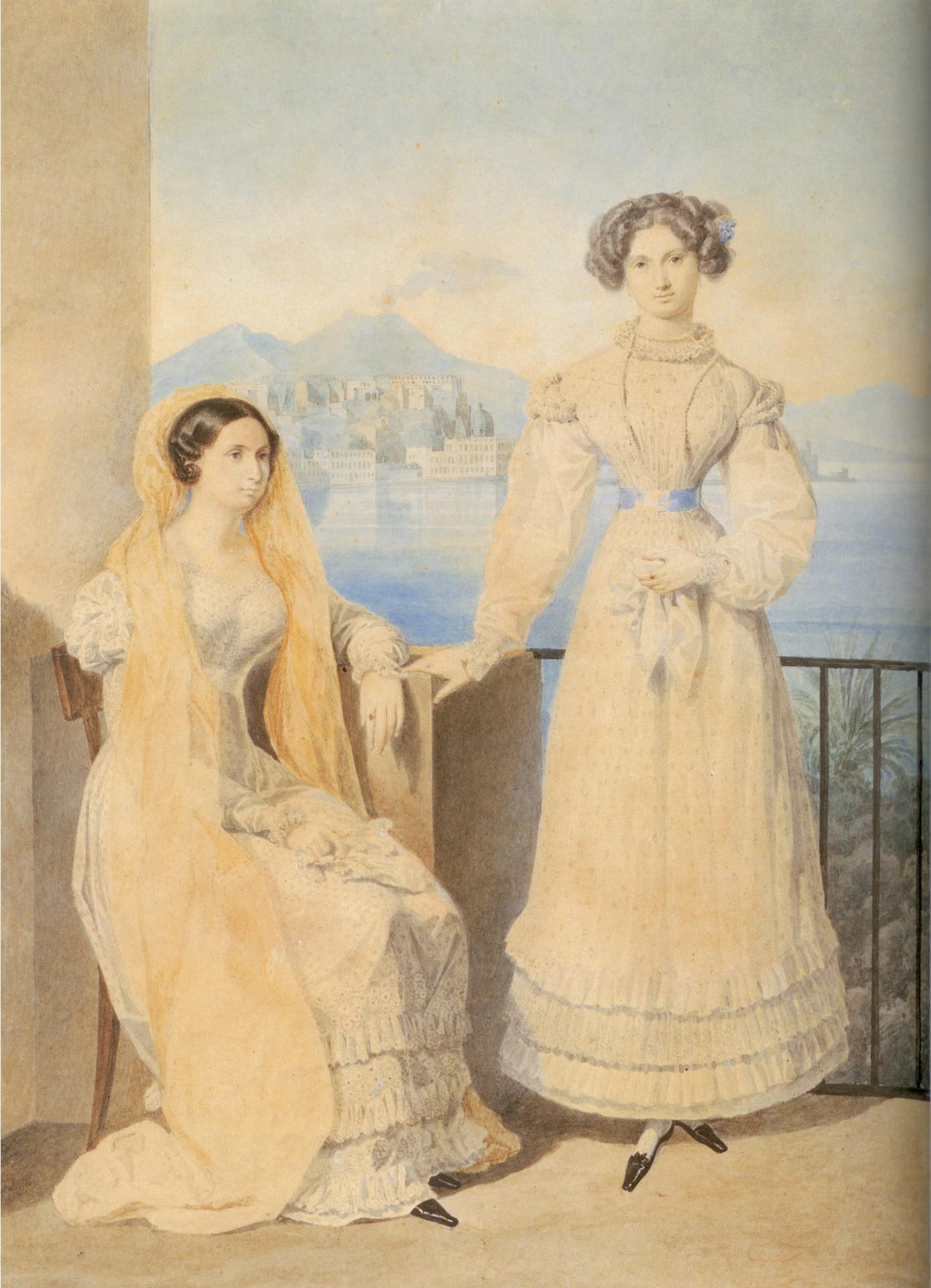
Dolly et Catherine von Tiesenhausen, peinture d'Alexandre Brioullov, 1825.

Le comte Berend Gregor Ferdinand von Tiesenhausen (en russe Fiodor Ivanovitch Tiensenhausen), né le 1er juin 1782 à Reval (aujourd'hui Tallinn, en Estonie) et mort le 2 décembre 1805 à Austerlitz, est un militaire germano-balte sujet de l'empire russe.

## Biographie
Le comte Ferdinand von Tiesenhausen descend d'une famille ancienne de la noblesse germano-balte venue en Livonie avec les chevaliers teutoniques au XIIIe siècle. Il est le fils du comte Hans Heinrich von Tiesenhausen (1741-1815), propriétaire de nombreux domaines, et de son épouse née Catherine von Stackelberg (1753-1826). Il épouse la princesse Élisabeth (Elisaveta) Golenichtcheva-Koutouzova, fille du maréchal prince Koutouzov,, de qui il a deux filles : 
- Catherine (Katarina) (1803-1888), demoiselle d'honneur à la Cour impériale ;
- Dorothée (Daria) (1804-1863), future épouse du comte de Ficquelmont.

Tiesenhausen choisit la carrière des armes. Il combat à Austerlitz sous les ordres de son beau-père et devient aide de camp de l'empereur Alexandre Ier. Il est mortellement blessé avec un drapeau à la main. Napoléon s'approchant de lui, encore vivant, déclara : « quelle belle mort ! ». Léon Tolstoï s'inspira de Ferdinand pour le personnage d'André Bolkonski dans son roman Guerre et paix. Le comte est amené à Straßendorf à l'auberge de la famille Malik, où l'on tente vainement de le soigner. Il est enterré dans leur jardin, puis exhumé et enterré en 1806 à Reval (auj. Tallinn). Un obélisque de marbre est érigé à sa mémoire dans la cathédrale luthérienne Notre-Dame de Reval.

## Source
- (de) Cet article est partiellement ou en totalité issu de l’article de Wikipédia en allemand intitulé « Ferdinand von Tiesenhausen » (voir la liste des auteurs).